# Leptosomus
Leptosomus is een geslacht van vogels uit de familie koerol (Leptosomidae).

## Soorten
Het geslacht kent de volgende soort:
- Leptosomus discolor – Koerol